# Kanton Ploërmel
Kanton Ploërmel (francouzsky Canton de Ploërmel) je francouzský kanton v departementu Morbihan v regionu Bretaň. Tvoří ho šest obcí.

## Obce kantonu
- Campénéac
- Gourhel
- Loyat
- Montertelot
- Ploërmel
- Taupont